# María Caridad Colón
María Caridad Colón Ruenes (Baracoa, Cuba, 25 de marzo de 1958) es una atleta de la modalidad de lanzamiento de jabalina y política cubana. Fue la primera mujer latinoamericana en coronarse Campeona Olímpica (1980).

## Orígenes
Nacida el 25 de marzo de 1958 en Baracoa, actual Provincia de Guantánamo, Cuba, se inició en el atletismo desde muy joven. 

## Trayectoria deportiva
La trayectoria deportiva de María Caridad Colón se identifica por su participación en los siguientes eventos regionales e internacionales: 

### Juegos Centroamericanos y del Caribe
En el año 1978 participa en los Juegos Centroamericanos y del Caribe realizados en Medellín, Colombia donde se alza con el primer puesto con un envío de 63,40 m, rompiendo así el récord de la competición.
Cuatro años más tarde -en 1982- retiene su título durante la siguiente edición de dichos juegos, esta vez en La Habana, Cuba.
En 1986, en Santiago de los Caballeros, República Dominicana revalida por tercera vez su título.

### Juegos Panamericanos
Durante su paso por los Juegos Panamericanos hizo otro tanto, dominando primeramente en San Juan, Puerto Rico 1979, con lanzamiento de 62,30 m, con el cual implantó una nueva marca panamericana; para más tarde repetir el oro en Caracas, Venezuela 1983 y  medalla de plata en Indianápolis, Estados Unidos 1987.

### Campeonatos Mundiales
Su actuación en campeonatos mundiales al aire libre fue meritoria al obtener la octava plaza en Helsinki 1983.

### Juegos Olímpicos
En su exitosa carrera se marca como cumbre el año 1980, cuando fue una de las principales protagonistas de la delegación cubana en los Juegos Olímpicos de Moscú, antigua URSS, donde consiguió un lanzamiento de 68,40 m en su primer intento, que le valió la medalla de oro frente a rivales de enorme talla entre las que se encontraban la alemana Ruth Fuchs, reconocida como la mejor jabalinista de todos los tiempos, para convertirse así en la primera mujer latinoamericana en subir a lo más alto del podio en citas olímpicas.

## Legado
En la historia del deporte latinoamericano, los dos primeros campeones olímpicos, hombre y mujer, son cubanos: Ramón Fonst y María Caridad Colón.

## Actualidad
Desde 1992 ha sido Presidenta del Comité Femenino de la Federación Nacional de Atletismo de Cuba y titular del segmento dedicado a la mujer dentro de la Comisión Nacional de Atención a los Atletas.
Siendo electa Diputada a la Parlamento cubano en el período 1992-1997, a la vez que Delegada de su circunscripción, destacó por una gran participación en actividades y acciones para el desarrollo de niños y jóvenes, que van desde la conducción de un círculo para la promoción del deporte en una escuela primaria de la capital cubana, hasta la enseñanza de las técnicas para el lanzamiento de la jabalina.
En el plano internacional destaca como miembro de la Comisión Mujer y Deporte de la ODEPA (desde el 2002) y del Comité Femenino de la IAAF (desde 1995) del que es su representante para Centroamérica y el Caribe.
Ha desempeñado funciones de primer nivel en el movimiento deportivo cubano, como ser Directora Nacional de Recreación Física y profesora del Instituto Superior de Cultura Física "Comandante Manuel Fajardo" de la Ciudad de La Habana impartiendo conocimientos a las nuevas generaciones desde 1979.
A nivel internacional ha contribuido a la capacitación de instructores de niñas y jóvenes en México, Venezuela, El Salvador, Puerto Rico y Perú.

## Reconocimientos
- Trofeo Anual "Mujer y Deporte" del Comité Olímpico Internacional (2009).[2]
- Seleccionada para el Salón de la Fama de la Confederación Centroamérica y del Caribe de Atletismo (2003).
- Escogida entre los 100 deportistas cubanos más destacados del siglo XX.
- Medalla de la IAAF en el Año Internacional del Atletismo Femenino (1998) por su trabajo en favor del desarrollo de la mujer en ese deporte.